# HD 160018
HD 160018，又名BD-10 4528，SAO 160708、HR 6568，是一颗恒星，视星等为5.75，位于銀經14.57，銀緯10.85，其B1900.0坐标为赤經17h 32m 36.6s，赤緯-10° 10.85′ 59″。